# Salpichroa scandens
Salpichroa scandens är en potatisväxtart som beskrevs av Carl Lebrecht Udo Dammer. Salpichroa scandens ingår i släktet Salpichroa och familjen potatisväxter. Inga underarter finns listade i Catalogue of Life.